# Félix Moureu
Pour les articles homonymes, voir Moureu.
Félix Moureu, (1849-1928), né à Mourenx (Pyrénées-Atlantiques), pharmacien, est un homme politique français. Maire de Biarritz de 1895 à 1904, il contribue grandement à l’essor de sa ville au tournant du XXe siècle. Pendant son mandat, plusieurs réalisations importantes voient le jour, notamment la reconstruction du casino et de l’établissement de bains, ainsi que celle de l’église Sainte-Eugénie.

## Biographie

### Une enfance pyrénéenne
Michel Félix Moureu naît à Mourenx (Pyrénées Atlantiques), le 20 novembre 1849 au sein d’une famille d’agriculteurs béarnais. Son père est Vincent Moureu (propriétaire principal et maire de Mourenx), et sa mère Anne Lalanne, ménagère, originaire de Lahourcade (Pyrénées Atlantiques). Il est le troisième enfant d’une fratrie de sept, parmi lesquels son jeune frère Charles Moureu, qui deviendra un savant chimiste reconnu. 
Le 17 novembre 1874, à l’âge de 24 ans, Félix Moureu se marie en premières noces avec Marie Salles, avec laquelle ils ont trois enfants, les deux premiers décédés en bas âge (Eugène, né en 1876, décédé à deux mois, Joseph, né en 1877, décédé à un jour), et le troisième Jean, né en 1878.

### Une carrière de pharmacien
Dans les années 1850, les deux oncles paternels de Félix, Jean-Lambert et François, tiennent à Bayonne la pharmacie « Moureu Frères », sous le nom de « Pharmacie centrale de Bayonne ». En 1858, Jean-Lambert Moureu se marie avec Marie Zoé Caroline Piussan, fille de Pierre Piussan, pharmacien, natif comme lui de Mourenx, qui avait ouvert en 1852 la première officine pharmaceutique à Biarritz dans un local prêté par la mairie. Au décès de celui-ci, Jean-Lambert reprend l’affaire de son beau-père décédé, et, avec son frère François, ouvre dans la foulée, une succursale de sa pharmacie « Moureu Frères » à Biarritz, place Neuve, près de la chapelle Eugénie (aujourd’hui place Sainte Eugénie). Puis, dans le courant des années 1860, Jean-Lambert ouvre à Biarritz une nouvelle pharmacie au 5, place de la Mairie (aujourd’hui place Clémenceau), où il réside. Il y décède en janvier 1876.
Après son décès, Félix Moureu s’installe à Biarritz en reprenant la pharmacie de son oncle, et l’appelle « Pharmacie anglaise ». La pharmacie prend ensuite le nom de « Pharmacie normale », et devient « Pharmacie Moureu » vers les années 1890.

### Une vocation de formateur
Félix joue un rôle primordial dans la carrière de son jeune frère Charles Moureu, dont il remarque très tôt les dispositions exceptionnelles. À sa sortie du lycée, il l’accueille en stage dans son officine pharmaceutique et lui apprend les rudiments du métier. Il lui permet ensuite de poursuivre ses études à Paris, contribuant ainsi à l’éclosion de sa vocation de savant chimiste. Charles Moureu s’illustre notamment comme découvreur du phénomène d'autoxydation et des antioxygènes, et devient professeur au Collège de France, ainsi que membre de l’Institut. 
La Pharmacie Moureu accueille également comme stagiaire le jeune Ernest Fourneau, qui devient lui aussi une grande figure de la pharmacie et de la chimie française. Il fut en effet fondateur de la chimie thérapeutique française, et dirigea le laboratoire de chimie thérapeutique de l’Institut Pasteur et le laboratoire de recherches de Rhône-Poulenc.

### Un engagement citoyen
Après le décès de son épouse en 1879, Félix Moureu se marie en deuxièmes noces le 28 juin 1882 avec Eugénie Couzain, avec laquelle ils ont une fille, Marie-Marguerite, née en 1884.
Il exerce les fonctions de conseiller municipal de Biarritz de 1881 à 1884, et de 1888 à 1890. Il devient adjoint au maire de Biarritz de 1890 à 1895. Il se présente aux élections municipales en 1895 : il est élu maire le 27 avril 1895, et le reste jusqu’au 15 mai 1904. 
Par son action à la tête de la municipalité, il poursuit et amplifie le développement de la notoriété grandissante de Biarritz, initiée à l'époque de Napoléon III et de l'Impératrice Eugénie. En favorisant l’embellissement de la cité, il contribue à faire de sa ville une station balnéaire au rayonnement mondialement reconnu. Durant son mandat, quelques réalisations importantes voient le jour :  
- reconstruction du Casino et de l’Etablissement de Bains, dont l’inauguration a lieu en 1901 ;
- reconstruction de l’église Sainte-Eugénie ;
- construction d’un jeu de paume ;
- en 1897, inauguration d’une ligne téléphonique entre Bayonne, Bordeaux et Paris ;
- création d’une maison de premiers secours.

Malgré le décès en 1901 de son fils Jean, pour lequel il reçoit de nombreuses marques de soutien, il se consacre avec énergie aux diverses activités quotidiennes très variées que lui occasionnent ses fonctions de maire au service de ses concitoyens. Ses actions font régulièrement l’objet de publications dans la presse locale. Il lui arrive également de témoigner publiquement, en sa qualité de maire, de la solidarité de sa ville envers les grands événements qui surviennent dans le monde à cette période, comme l’assassinat de l'Impératrice Elisabeth d’Autriche en septembre 1898, ou l’éruption meurtrière de la montagne Pelée en mai 1902. 
Félix Moureu est élu le 21 janvier 1901 comme conseiller d’arrondissement, fonction qu’il exerce de 1901 à 1907. Il est nommé officier de l’Instruction publique le 29 janvier 1906. Il siège également comme juge suppléant au tribunal de commerce de Bayonne.
Après son mandat de maire, il continue à s’investir dans la vie locale, en s’impliquant dans diverses bonnes œuvres. Il assure bénévolement le service pharmaceutique d’une formation sanitaire locale. Pendant la Grande Guerre, en tant que président du comité des réfugiés, il dirige notamment le refuge d’Aguiléra, qui hospitalise de nombreuses personnes. Il préside également l’œuvre de rapprochement franco-espagnole. Ses actions lui attirent auprès de ses concitoyens une belle popularité, faite d’estime et de sympathie.

### Une reconnaissance légitime
En raison de ses nombreux services rendus, il est fait Chevalier de la Légion d’Honneur par décret du 30 octobre 1920. La décoration lui est remise le 20 décembre 1920 par son frère Charles Moureu, Commandeur de la Légion d’Honneur, membre de l’Institut. Il est décoré en outre de divers ordres étrangers, comme Officier des ordres de Charles III, de François-Joseph, de Takovo, de Gustave Wasa, et de Saint-Olaff.
Il décède à Biarritz le 10 juillet 1928, à l’âge de 78 ans. Lors de ses funérailles, le maire de Biarritz, M. Petit, et le député-maire de Bayonne, M. Garat, formulent, au nom de la population de la ville, des éloges funèbres émouvants, emplis de respect et de gratitude.
En hommage à son ancien maire, une avenue est baptisée avenue Félix Moureu, dans le quartier du Golf de Biarritz, entre le parcours du golf et le secteur Larochefoucauld. La pharmacie Moureu du 5, place Clémenceau conserve jusqu’aux années 1980 son cadre authentique fait de lambris, d’armoires et de tiroirs anciens portant les inscriptions des différents types de produits proposés. Après rachat et réaménagements par de nouveaux propriétaires, la pharmacie s’appelle désormais « Pharmacie de l’Océan ».

## Honneurs
- Chevalier de la Légion d’Honneur
- Officier de l’Instruction Publique
- Palme des Vétérans de 1870
- Officier de l’ordre de Charles III
- Officier de l’ordre de François-Joseph
- Officier de l’ordre de Takovo
- Officier de l’ordre de Gustave Wasa
- Officier de l’ordre de Saint-Olaff

## Monuments commémoratifs
- Avenue Félix-Moureu à Biarritz
- Plaque commémorative (avec son frère Charles Moureu) sur le mur de leur maison natale à Mourenx (Pyrénées Atlantiques)
- Rue Félix et Charles Moureu à Artix (Pyrénées Atlantiques)